# Otto Amann (Politiker)

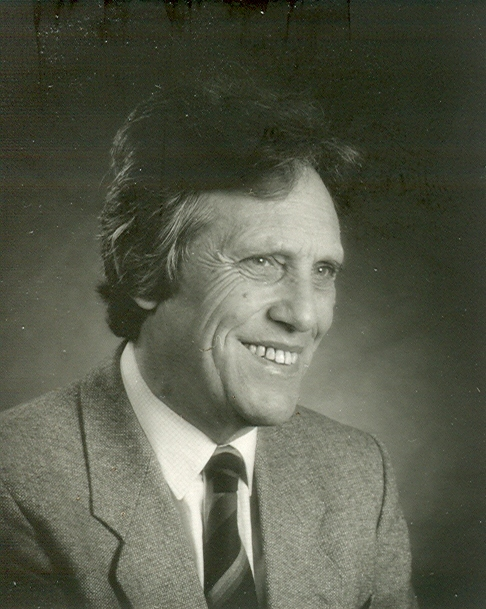
Otto Amann, 1983

Otto Amann (* 5. April 1926 in Hohenems; † 18. Februar 2011) war ein österreichischer Politiker. Amann war von 1965 bis 1990 Bürgermeister der Stadt Hohenems in Vorarlberg. In dieser Funktion engagierte er sich besonders für die Gründung und den Aufbau des Jüdischen Museums, welches das Leben in der bedeutendsten jüdischen Gemeinde Westösterreichs dokumentiert und das sich zu einem Ort der Begegnung für die weltweit verstreuten Nachkommen von Juden aus dem Dreiländereck Deutschland–Schweiz–Österreich entwickelt hat.

## Kindheit und Schulzeit (1926–1944)
Otto Amann verbrachte seine Kindheit in Hohenems. Die Erziehung war streng und elitär. In der Familie wurde Hochdeutsch gesprochen und die Kinder unterhielten nur beschränkten Kontakt zum alemannischen Umfeld, zu dem sich Otto Amann hingezogen fühlte. Schon früh setzte er sich das Ziel, einen Bauernhof zu gründen, anstatt die elterliche Stickereifabrik zu übernehmen. Er besuchte die Volksschule in Hohenems, verbrachte die ersten Gymnasialjahre am Jesuitenkolleg „Stella Matutina“ in Feldkirch und die letzten Jahre vor seiner „Kriegsmatura“ an der Realschule in Dornbirn (ab 1938 „Oberschule für Jungen“, heute „Bundesgymnasium Dornbirn, Realschulstraße“). Von seiner Feldkircher Zeit her hat ihn der Märtyrer-Kult um Engelbert Dollfuß patriotisch geprägt.
Die Beziehungen der Familie zu den wenigen Mitgliedern der jüdischen Gemeinde, die nach der Abwanderungswelle im Gefolge der Emanzipation (Staatsgrundgesetz 1867) in Hohenems wohnhaft blieben, waren ambivalent. Die liberalen „Schlösserles“ (= Ammanns mit Doppel-m = mütterliche Linie) unterhielten freundschaftliche Beziehungen zur jüdischen Elite – es gibt Fotos von Kaffeerunden im Garten des Elternhauses und auch entsprechende schriftliche Dokumente. Die „Junkers“ (= Amanns mit einem M = väterliche Linie) hingegen waren als eingefleischte Christlichsoziale stärker vom traditionellen christlichen Antijudaismus geprägt. Allerdings waren sie als solche in der Zeit der Naziherrschaft 1938–1945 von politischen Positionen ausgeschlossen.

## Kriegsjahre 1944/45
Otto Amanns Zeit zwischen dem Schulabgang und dem 18. März 1945 ist durch zahlreiche Feldpostbriefe, die im Original vorliegen, sehr gut dokumentiert.
```
Am 1. März 1944 wurde ihm vorzeitig ein Reifezeugnis ausgefolgt („
Kriegsmatura
“) und er erhielt die Einberufung zum 
RAD
 (Reichsarbeitsdienst) nach Pirtendorf und Mühlbach im Pinzgau. Diese Zeit hat er in schlechter Erinnerung. Er wurde nach eigenen Angaben dort von einem Verwandten, der sein Vorgesetzter war, ständig „geschlaucht“ und zu übermäßiger Leistung angetrieben. Deshalb meldete er sich Mitte 1944 für die Ausbildung als Reserveoffizier. Als Reserveroffizierbewerber kam er Anfang Juni in die Auhofkaserne nach Linz (Brief vom 10. Juni 1944) und im Herbst Ende des Jahres nach 
Znaim
 in Mähren (Brief vom 21. September 1944). Im Februar 1945 setzte er diese Ausbildung in Brünn fort. Der letzte Feldpostbrief datiert auf den 18. März 1945. Otto Amann befand sich immer noch in Brünn und schrieb, dass er die Offiziersausbildung bis auf Weiteres hier fortsetzen und in absehbarer Zeit „Fahnenjunker“ werde. Über die letzten sechs Wochen vor dem Kriegsende liegen keine objektiven Dokumente vor. Er muss noch im Kriegseinsatz gewesen sein, da er in amerikanische bzw. britische Gefangenschaft geriet. Das noch erhaltene „Certficat de Demobilisation“ wurde vom „Heer de Terre“ in Bregenz ausgestellt und datiert auf den 28. Juli 1946 (Original im Familienbesitz). Es muss aber nachträglich ausgestellt worden sein, denn schon im Oktober 1945 war Otto Amann war als Student an der 
Universität Innsbruck
 inskribiert.
```

## Studienzeit (1945–1949)
Nach einem Semester in Innsbruck zog Otto Amann im Sommersemester 1946 zum Studium an der Hochschule für Bodenkultur nach Wien und spondierte dort 1949 zum Diplom-Ingenieur für den Bereich Landwirtschaft. Auch diese Zeit (Lebensbedingungen, Studienverhältnisse, politische Orientierung) ist u. a. durch eine Vielzahl von erhaltenen Briefen an die Familie sehr gut dokumentiert. Trotz gesundheitlicher Probleme (Gelbsucht mit Klinikaufenthalt – vgl. Brief vom 29. November 1946; häufige Zahnprobleme) beteiligte er sich aktiv am politischen Diskurs. Er reagierte auf die negativen Erfahrung der Verquickung von Kirche und Macht in der Zwischenkriegszeit, indem er sich aktiv an der Gründung der Katholischen Hochschuljugend Österreichs im Umfeld von Karl Strobl beteiligt und in diesem Zusammenhang an der BOKU die Führungsposition übernahm (Leiter der dortigen Hochschulgemeinde ab Februar 1948). Karl Strobl bestätigte die führende Position Otto Amanns im Rahmen der Hochschuljugend auch in seinen Erinnerungen „Erfahrung und Versuche“. Daneben versah Otto Amann noch Nachtdienst in der Bahnhofsmission der Caritas am Nordwestbahnhof (Brief vom 25. Oktober 1947). Außerdem nahm er an Schulungen teil, z. B. an einer solchen des Österreichischen Bauernbundes im ÖVP-Schulungslager auf Schloss Wartholz in Reichenau an der Rax (Brief vom 19. November 1948). Für die Österreichische Hochschuljugend organisierte und hielt er auch Vorträge (Brief vom 19. April 1948 und vom 15. März 1949). Dabei erhielt er auch die Erlaubnis, die Zonengrenze zu überschreiten, um an Tagungen teilnehmen zu können. Die Österreichische Hochschuljugend verstand sich damals als Alternative zum parteipolitisch orientierten Cartellverband und hielt sich von einer parteipolitischen Beteiligung an der Macht fern (noch 1955 gibt es einen Grundsatzbeschluss der Katholischen Aktion, dass sich führende Mitarbeiter ihrer Organisationen nicht als Landtags- oder Nationalratsmandatare aufstellen lassen dürfen und überhaupt auf Führungspositionen in politischen Parteien zu verzichten haben). Otto Amanns Distanz zum politischen Establishment blieb auch in seiner späteren Zeit bei der ÖVP grundsätzlich bestehen. Er bezog seine politische Legitimation als Bürgermeister eher aus der direkten Unterstützung durch die Wählerschaft und weniger aus der Partei. Seine Kandidatur gegen den Vorarlberger Landeshauptmann Herbert Keßler beim Landesparteitag der ÖVP im November 1973 erklärt sich nicht zuletzt aus negativen Erfahrungen mit etablierten Parteikreisen während der Hochschulzeit.

## Die Zeit bis zum Eintritt in die Politik (1949–1955)
Nach Abschluss des Studiums wirkte Otto Amann bis 1951 als Fachlehrer am „Bäuerlichen Volksbildungsheim des B.M.f.Unterricht“ in Graschnitz bei St. Marein im Mürztal, bereitete aber gleichzeitig die Gründung eines landwirtschaftlichen Betriebes vor, die er im Mai 1951 tatsächlich realisierte. In dieser Zeit lernte er während einer Zugfahrt im Mürztal auch seine spätere Frau Edeltraud Steiner kennen. Die Trauung fand am 19. Juli 1952 in der Basilika Rankweil statt. Der landwirtschaftliche Betrieb war zunächst ein Provisorium im Ortszentrum von Hohenems. Erst 1954 konnte der Bau des Aussiedlerhofes im Hohenemser Ried in Angriff genommen werden. Inzwischen waren schon zwei Söhne geboren (Otto jun. 1953, Bernhard 1954), später wurden Edeltraud (1955), Gerold (1956), Andreas (1960), Christoph (1961) und Markus (1965) geboren. Ab 1953 unterrichtete Otto Amann nebenberuflich an der Landwirtschaftsschule Mehrerau in Bregenz. Die Lehramtsprüfung „für den landwirtschaftlichen Lehr- und Förderungsdienst, Gruppe Allgemeine Landwirtschaft an niederen – höheren landwirtschaftlichen Schulen, Hauptfachgebiet Pflanzenproduktionslehre“ holte er im Zuge wiederholter Wien-Aufenthalte nach. Das erhaltene Lehramtsprüfungszeugnis datiert auf den 4. Juli 1958.

## Vom Eintritt in die Politik bis zur Bürgermeisterwahl (1955–1965)
Ab 1955 gehörte Otto Amann der Gemeindevertretung von Hohenems an, 1958 wurde er Gemeinderat für Land- und Forstwirtschaft und 1960 zum Vizebürgermeister gewählt. Im Sommer 1964 erkrankte der damalige Bürgermeister Hanny Amann. Otto Amann vertrat ihn bis zu dessen Tod am 7. Jänner 1965 und blieb dann bis zur wenig später stattfindenden Gemeindewahl amtierender Bürgermeister. In die Fünfzigerjahre fiel auch der Beginn seines Engagements als Bauernvertreter. 1953 wurde er zum Obmann des Hohenemser Viehzuchtvereines und 1956 zum Obmann des Hohenemser Bauernbundes gewählt. 1958 weitete er seinen Aktivitäten aus. Er wurde Obmann des Vorarlberger Braunviehzuchtverbandes und Geschäftsführer der Vereinigung Europäischer Braunviehzuchtverbände. In dieser Funktion unternahm er zahlreiche Reisen ins benachbarte Ausland, insbesondere nach Italien und Frankreich.

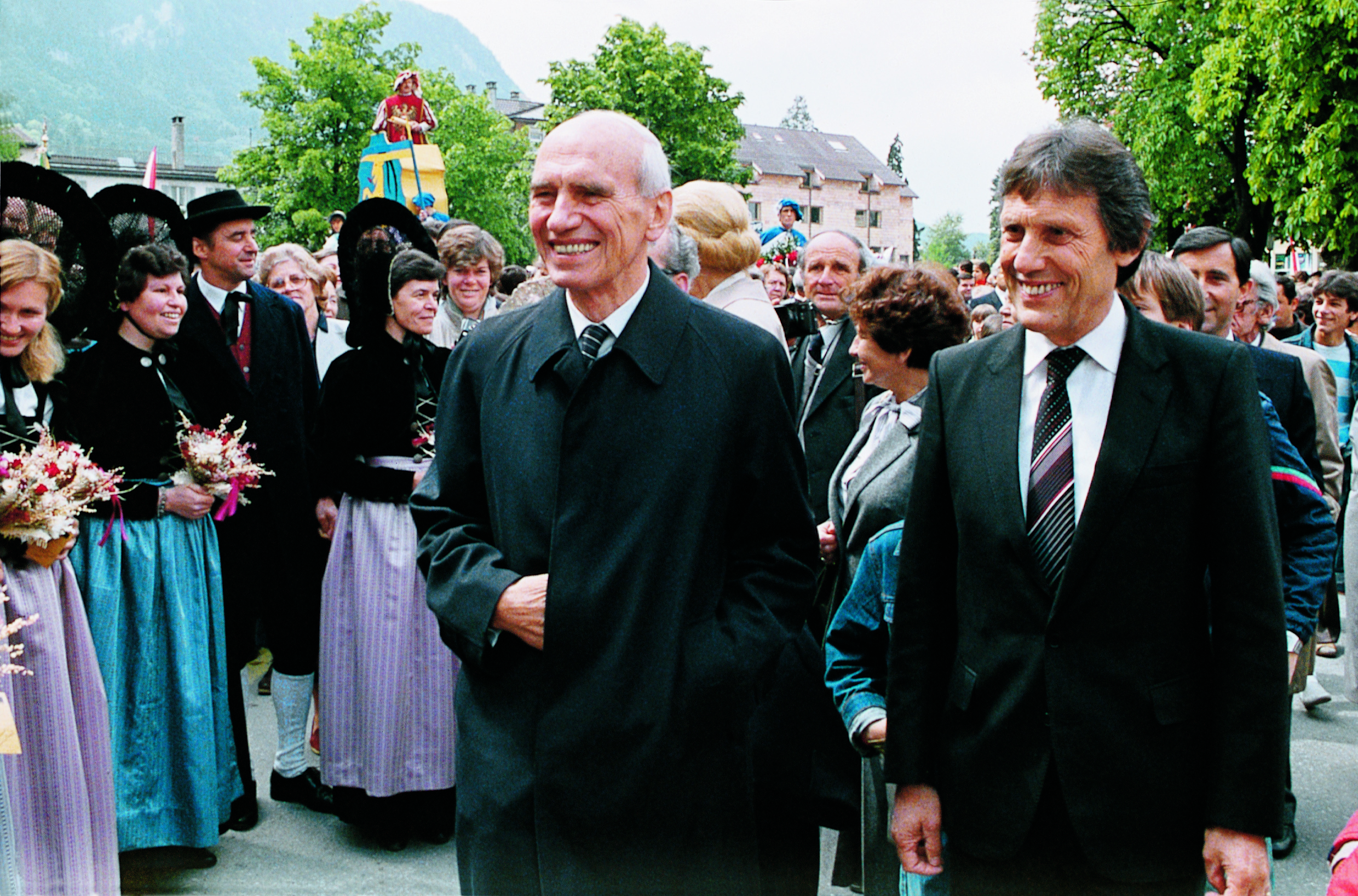
Rudolf Kirchschläger und Otto Amann

## Die Zeit als gewählter Bürgermeister (1965–1990)
Bei der Gemeindewahl 1965 wurde Otto Amann als Bürgermeister bestätigt und blieb in diesem Amt bis 1990. Wichtige Bauprojekte, die unter seiner Leitung verwirklicht wurden, sind die Schulen und Sportanlagen im Stadtteil Herrenried, das Erholungszentrum Rheinauen, das Krankenhaus mit 150 Betten, die Chronisch-Kranken-Station, das Altenwohnheim und die Abwasserreinigungsanlage für den Wasserverband Region Hohenems. Entscheidend für die langfristige Entwicklung von Hohenems war auch die frühzeitige Realisierung des Flächenwidmungsplans (1966). Nachhaltige Wirkung hatte auch Otto Amanns Bemühen um die Schaffung von erschwinglichem Wohnraum. Bis heute ist Hohenems eine der Gemeinden Vorarlbergs mit einem sehr hohen Anteil an Sozialwohnungen geblieben. Auf dem kulturellen Sektor ist Otto Amanns wichtigstes Vermächtnis die Gründung des Jüdischen Museums Hohenems, daneben unterstützte er die Einbindung der Stadt in das Programm der Bregenzer Festspiele (Opernaufführungen und Konzerte im Palast) und die Gründung der „Schubertiade“ (1976). Als ausgebildeter Agrarier und aktiver Bauer legte er besonderen Wert auf die Erhaltung und Weiterentwicklung der land- und forstwirtschaftlichen Strukturen. Unter anderem sorgte er dafür, dass die Landwirtschaftsschule des Landes Vorarlberg in Hohenems neu errichtet wurde. Aufgrund der überregionalen Bedeutung, die Hohenems während seiner Amtszeit erreicht hatte, wurde die Marktgemeinde 1983 in Anwesenheit von Bundespräsident Rudolf Kirchschläger zur Stadt erhoben.

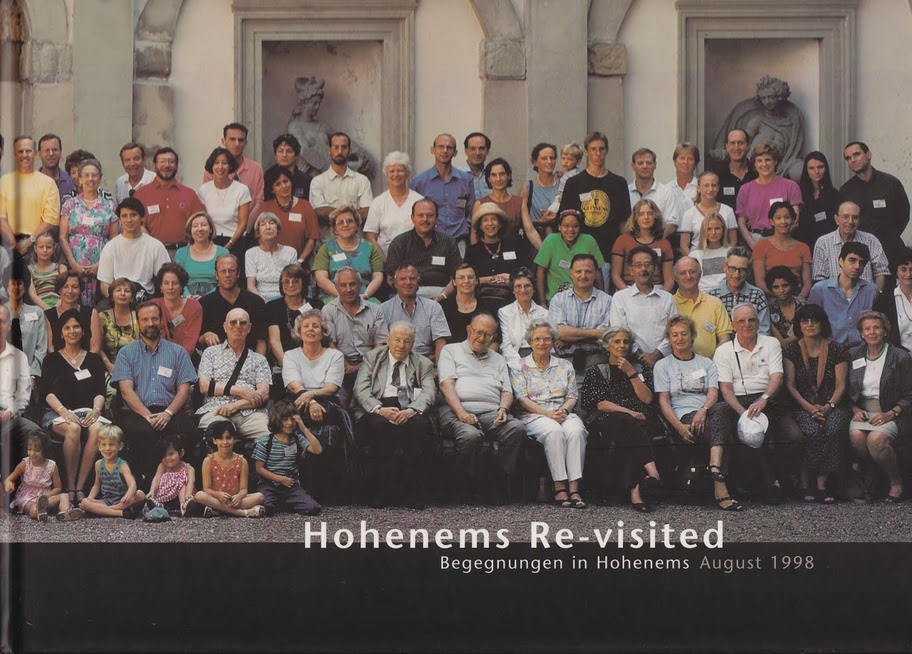
Nachkommentreffen Hohenemser Juden im Palast von Hohenems 1998

## Die letzten Jahre (1990–2011)
Nach seinem Rücktritt als Bürgermeister engagierte sich Otto Amann hauptsächlich für seine zwei „Lieblingskinder“, das Jüdische Museum Hohenems und die Vorarlberger Alpwirtschaft. Er war 1986 Mitbegründer und bis zu seiner Erkrankung Anfang des neuen Jahrtausends auch Präsident des „Vereins Jüdisches Museum Hohenems“. Das Museum wurde 1991 eröffnet und entwickelte sich in den Folgejahren zu einem weit über die Landesgrenzen bekannten Ausstellungs- und Begegnungsort.
Als Höhepunkt in seinem Einsatz für die Erinnerung an die ehemalige jüdische Gemeinde erlebte Otto Amann das Treffen der weltweit verstreuten Nachkommen Hohenemser Juden im August 1998.
Der Vernetzung der alpwirtschaftlicher Aktivitäten im Land diente die Gründung des Vorarlberger Alpwirtschaftsvereins 1981. Otto Amann übernahm die Funktion des Obmanns und verblieb darin 20 Jahre lang.

## Religiöse und soziale Orientierung
Otto Amanns Verankerung in einem von Frömmigkeit geprägten Katholizismus hat ihn schon in der Jugend davon abgehalten, dem Nationalsozialismus zu verfallen. Da er erst ab Ende März/Anfang April 1945 im Kriegseinsatz war, als die Ostfront Deutschland schon erreicht hatte, blieb ihm eine Verwicklung in kriegsverbrecherische Aktivitäten der Wehrmacht erspart. Seine Distanz zur NS-Ideologie äußerte sich in der Kriegszeit darin, dass er sich von der Truppe entfernte, um Gottesdienste zu besuchen (Briefe vom 25. Dezember 1944 und 18. März 1945). Nach dem Krieg orientierte er sich sowohl privat als auch im öffentlichen Wirken an den Idealen eines erneuerten Tatchristentums und verstand sich stets als praktizierender Katholik. 1974 lernte er die Fokolarbewegung kennen und besuchte mit seiner Frau und den jüngeren Kinder die jährlichen Treffen der Bewegung, die er bis zum Schluss immer großzügig unterstützt hat. Auch seine soziale Orientierung leitet sich wesentlich von seiner religiösen Einstellung ab. Der Einsatz für gesellschaftliche Randgruppen hatte für ihn Priorität. Er war in seiner Zeit als Bürgermeister immer für jeden persönlich zu sprechen und hielt auch Kontakt zu den türkischen und jugoslawischen „Gastarbeitern“. Ebenso setzte er sich für die Schaffung von öffentlichen Räumen für nicht vereinsmäßig organisierte Jugendliche ein. Agrarpolitisch engagierte er sich besonders für die kleinbäuerlichen Familienbetriebe und die Bergbauern.